# جوائز سكريم

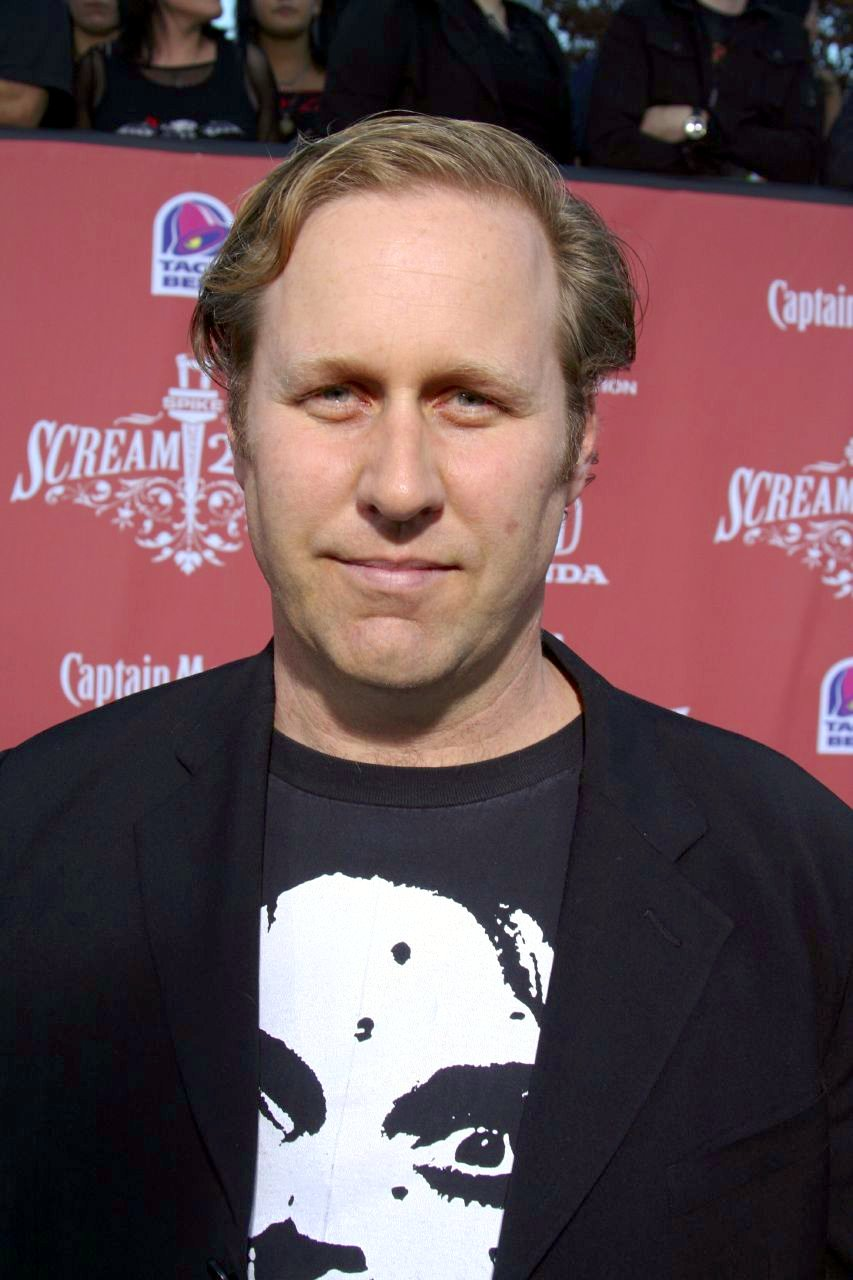

جوائز سكريم هو حفل سنوي يقام لأفضل أفلام الرعب والخيال العلمي والفانتازيا تم إنشاء هذه الجائزة في عام 2006 بدعم من تلفزيون قناة سبايك تي في، والذي ينقل الحفل كل عام.ويتم تحديد الفائزين عن طريق الصراخ أو موقع القناة وتضمن الجوائر جوائر افلام ومسلسلات وغيرها

## الفئات
- أفضل صرخة
- أفضل فيلم رعب
- أفضل فيلم فانتازيا
- أفضل فيلم خيال علمي
- أفضل برنامج تلفزيوني
- أفضل تكملة لفيلم
- أفضل ريماك (طبعة محسنة)
- أفضل بطل خارق
- أفضل رسوم هزلية مرعبة